# Narkatiaganj
Narkatiaganj es una ciudad de la India situada en el distrito de Pashchim Champaran, en el estado de Bihar. Según el censo de 2011, tiene una población de 49 507 habitantes.